# Bâtiment de la Cour suprême des États-Unis

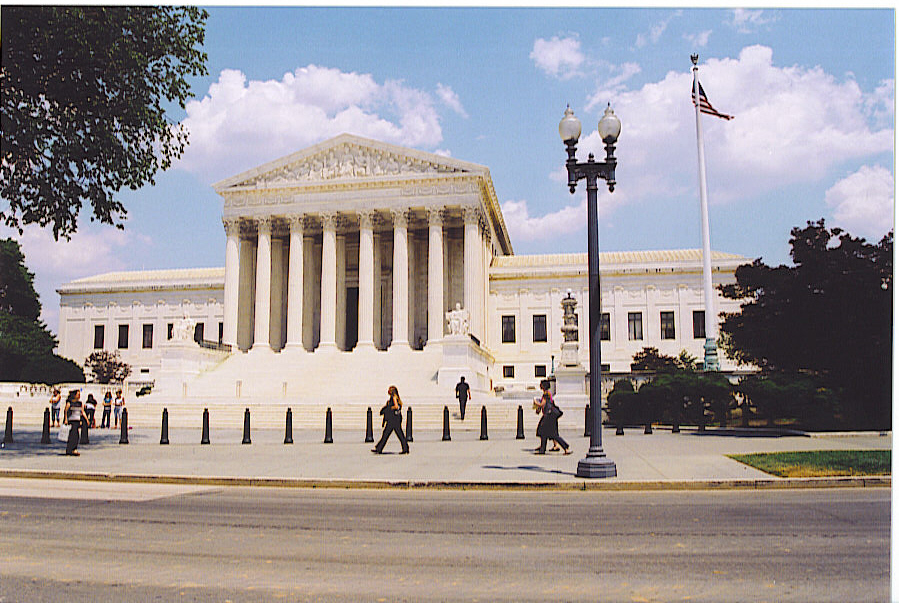
Vue de la façade ouest

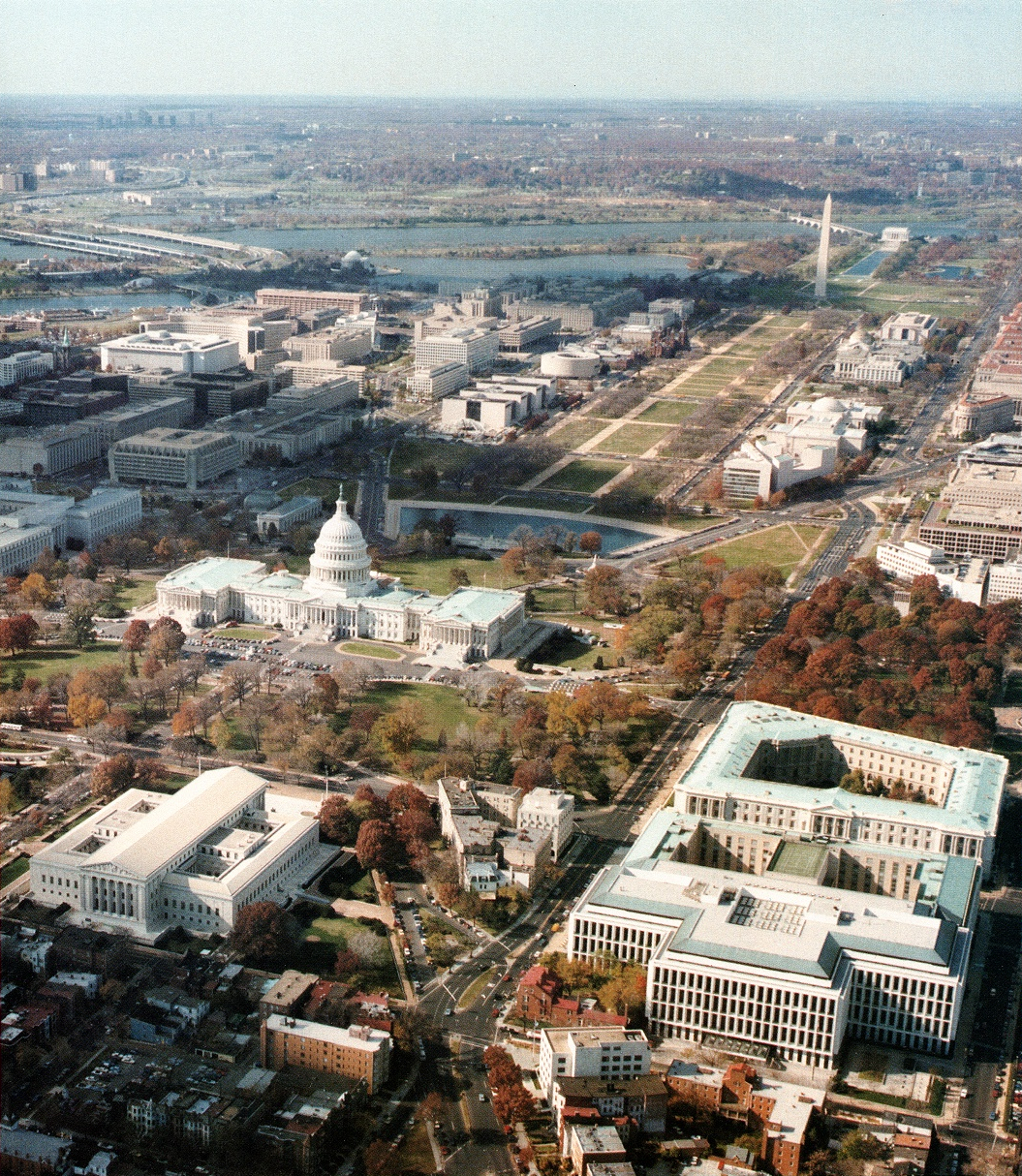
Vue aérienne de Washington, avec la Cour suprême en bas à gauche, devant le Capitole

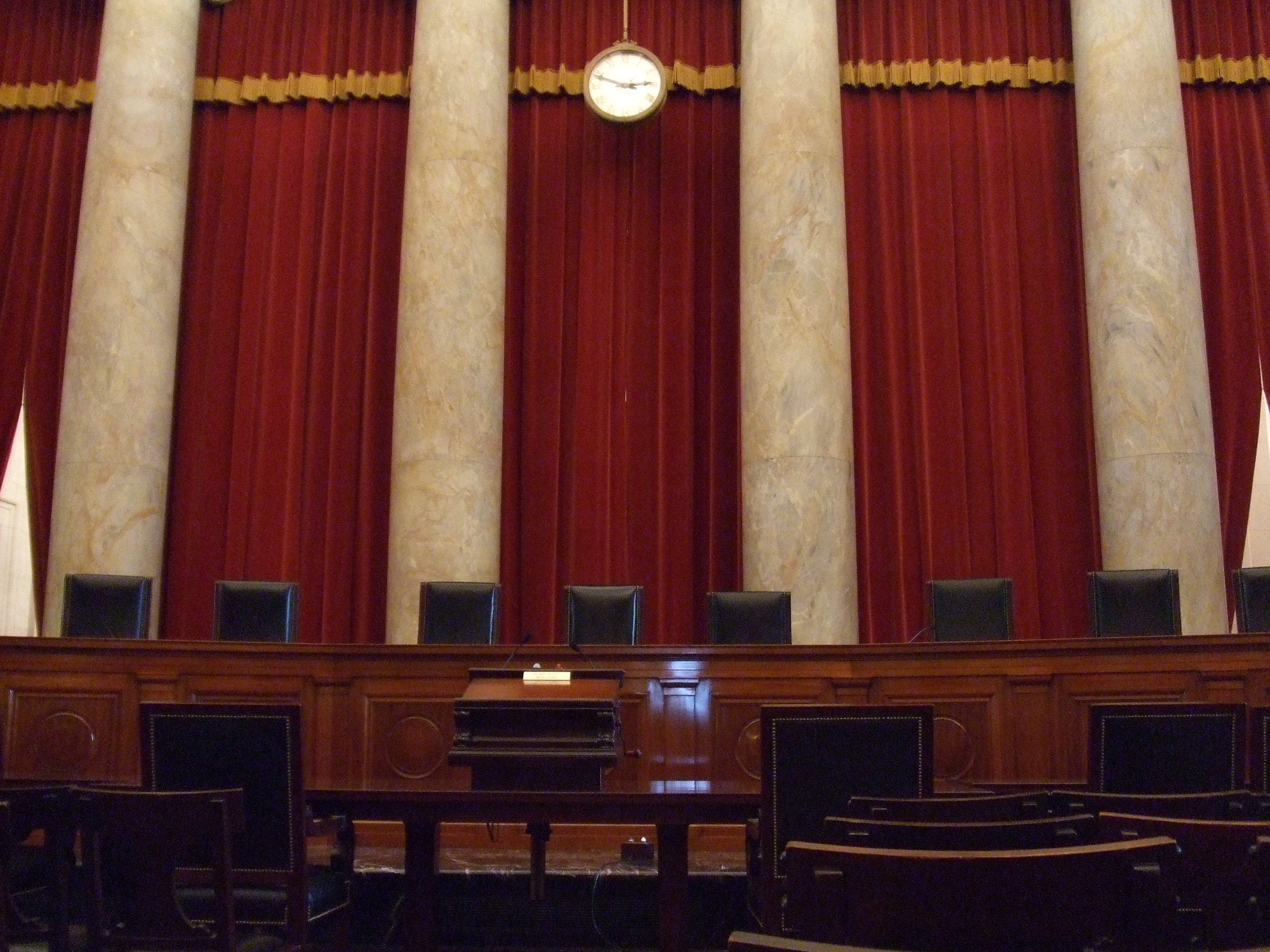
Salle de la Cour

Le bâtiment de la Cour suprême des États-Unis (en anglais : Supreme Court Building) est l'édifice qui abrite la plus haute instance judiciaire du pays. Il est situé à Washington, D.C.  à l'est du Capitole, au 1, First Street NE.

Il est réalisé par l'architecte américain Cass Gilbert et achevé en 1949. Auparavant, cette cour siégeait au Capitole dans l'ancienne salle du Sénat.

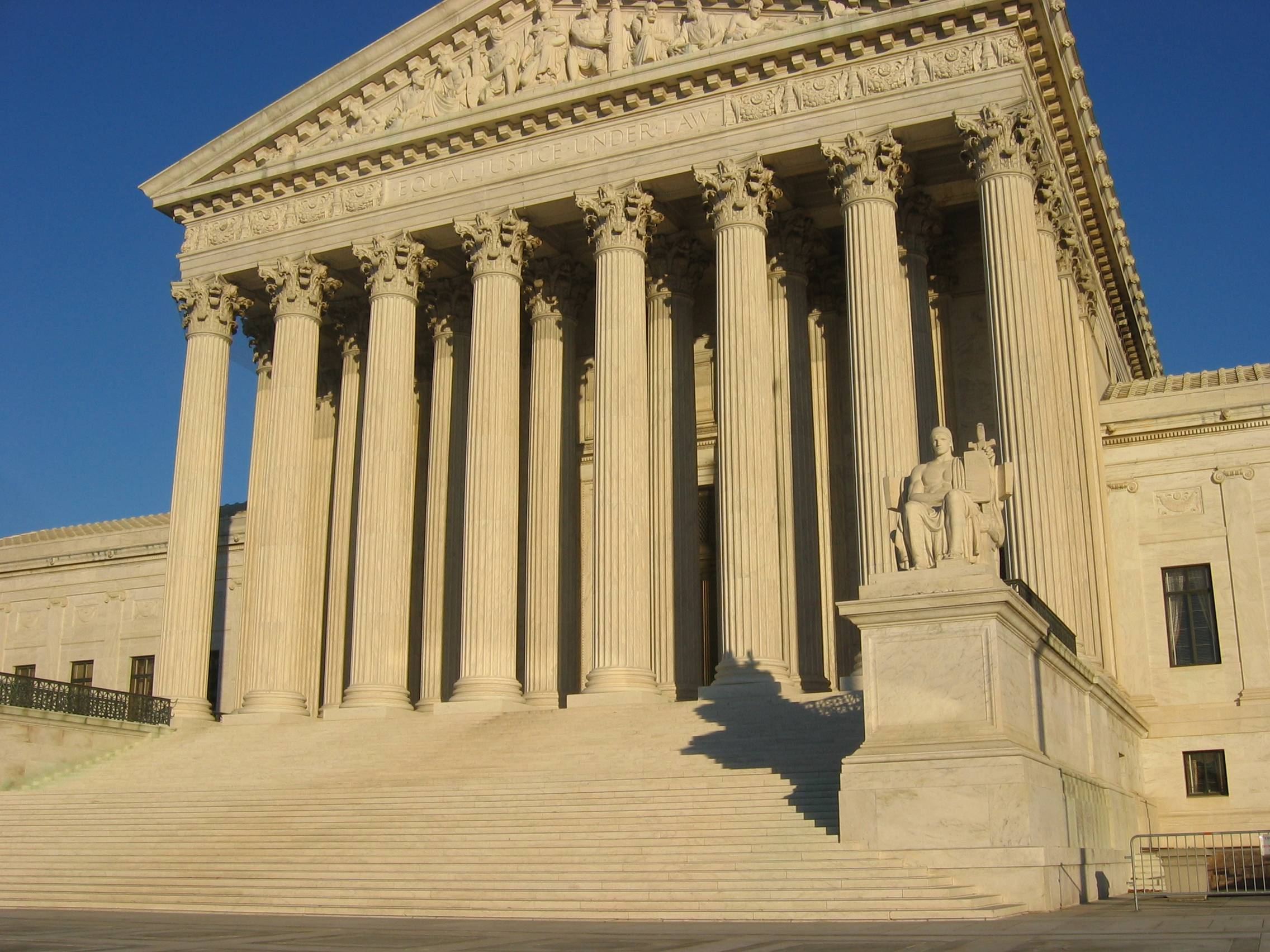
Vue du fronton ouest

## Historique
Avant la création de la capitale fédérale, les trois branches du Gouvernement fédéral des États-Unis se trouvèrent brièvement à New York. La Cour suprême siégea alors au Merchants Exchange Building. Quand la capitale fut transférée à Philadelphie en Pennsylvanie, la cour siégea à l'Independence Hall puis plus tard au City Hall.
Après l'installation définitive du gouvernement fédéral à Washington en 1800, la Cour y déménagea aussi. Comme aucun budget n'avait été prévu pour un bâtiment indépendant pour la Cour, le Capitole l'hébergea, occupant d'abord un petit sous-sol du premier Capitole. Elle allait changer une douzaine de fois de place, mais toujours au sein du Capitole, jusqu'en 1935, à l'exception d'une période entre 1812 à 1819 à cause de l'invasion britannique et de la destruction du bâtiment, pendant la guerre de 1812. De 1819 à 1860, elle occupera la salle connue maintenant sous le nom de Old Suprême Court Chamber. Comme le Sénat grossissait et étendait progressivement ses quartiers, la Cour suprême déménagea dans ce qui est connue aujourd'hui comme l'Old Senate Chamber (ancienne salle du Sénat) où elle resta jusqu'à ce qu'elle déménage définitivement dans son bâtiment actuel. 
En 1929, le président de la Cour suprême (et ancien président des États-Unis) William Howard Taft avait réussi à convaincre le Congrès que la Cour, comme branche indépendante du gouvernement, devait avoir son propre siège, distinct de celui du Congrès qui autorisa la construction d'un nouveau bâtiment. L'architecte Cass Gilbert fut choisi par Taft pour concevoir « un bâtiment de dignité et d'importance conforme à l'usage comme domicile permanent de la Cour suprême des États-Unis » et la première pierre fut posée le 13 octobre 1932. Mais Taft et Gilbert moururent avant l'achèvement des travaux en 1935. La construction s'acheva sous la présidence du Chief Justice Charles Evans Hughes et des architectes Cass Gilbert, Jr., and John R. Rockart. Le bâtiment avait couté 9,74 millions de dollars de l'époque (94 000 de moins que le budget). « Le bâtiment a été dessiné à une échelle à la mesure de l'importance et de la dignité de la Cour et du système judiciaire, comme une branche égale et indépendante du gouvernement des États-Unis  et comme un symbole de l'idéal national de justice dans sa plus haute sphère d'activité. »

## Architecture
Le style architectural antique fut choisi car il s'harmonisait avec les bâtiments proches du Congrès.  
L'avant corps principal est un temple corinthien très étroitement inspiré d'exemples colossaux comme le temple de Mars Ultor à Rome et surtout l'Olympieïon à Athènes. Mais, tout comme l'église de la Madeleine à Paris dont il est très proche tant stylistiquement que par sa conception, il s'agit d'un temple à une échelle un peu augmentée, légèrement supérieure aux dimensions des temples romains ou grecs dont il est inspiré. Il s'agissait de proportionner, sans être hors d'échelle, la majesté du bâtiment avec son affectation à un organe essentiel. 
La colonnade comporte seize fûts de vingt mètres  de haut (celles de l'Olympeïon font 17,25 m) sur deux rangées de huit, surmontés de chapiteaux corinthiens. Le fronton comporte un entablement fait d'une architrave à trois bandes et d'une frise décorée des armoiries de États-Unis. La façade développée des deux côtés est d'une grande sobriété. Les fenêtres, peu décorées, sont rythmées par des pilastres ioniques un tiers plus petits que les colonnes, proportion très classique.
Les dimensions de l'édifice sont imposantes :  il mesure 117 mètres d'est en ouest (de l'avant à l'arrière) et 93 mètres du nord au sud. À sa plus grande hauteur, il s'élève sur 4 étages (28 mètres), utilisant massivement le marbre. Les façades extérieures sont faites de marbre provenant de carrières du Vermont, tandis que les façades donnant sur les cours intérieures sont en marbre de Géorgie. La majorité des espaces intérieurs sont eux recouverts de marbre d'Alabama, sauf pour la salle de la Cour qui est en marbre veinée d'ivoire espagnol. Pour les 24 colonnes de la salle de la Cour, Gilbert pensa que « seul du marbre d'or et ivoire des carrières de Montarrenti près de Sienne en Italie » pouvaient convenir. À cette fin, en mai 1933, il écrivit même à Benito Mussolini, « pour demander son aide afin que soit garanti que les carrières de Sienne n'envoient rien de qualité inférieure à celle de l'échantillon de marbre officiel . »
Surmontant un vaste escalier, il se dégage du monument une impression de majesté et de puissance. Mais cette grandeur « romaine », traditionnelle à Washington, ne fit pas l'unanimité : Tous les juges n'ont pas été enthousiasmés par cet aménagement, en particulier celui de la salle de la Cour. Harlan Fiske Stone la trouva  « presque prétentieuse par sa grandiloquence… largement inappropriée pour un tranquille groupe de vieux garçons comme la Cour suprême. »  Un autre juge observa qu'il pensait que la Cour ressemblerait à « neuf blattes noires (black beetles nom anglais des blattes orientales) dans le temple de Karnak. » Tandis qu'un autre se plaignit que « tant de pompe et de cérémonies suggéraient que les juges entrent dans la salle de la Cour montés sur des éléphants. » L'éditorialiste du New Yorker Howard Brubaker nota au moment de l'inauguration « de grandes fenêtres parfaites pour y jeter le New Deal au travers. »
L'entrée principale du bâtiment, se trouve sur la façade ouest, face au Capitole. Un grand escalier permet d'accéder au fronton de cette façade qui comprend 16 colonnes de marbre et porte la devise  « Justice égale devant la loi. » (« Equal Justice Under Law »). Une grande porte de bronze de plus six tonnes et demi à deux battants sculptés ouvre sur le grand hall.    
La façade est possède également un fronton qui porte la devise « Justice, le Gardien de la Liberté » (« Justice, the Guardian of Liberty »).
L'immeuble comprend : 
- Au sous-sol: les garages, les services techniques et le courrier.
- Au rez-de-chaussée: un bureau d'information du public, le bureau des secrétaires, une unité de publication, des halls d'exposition, une cafétéria, une boutique de souvenir, et des bureaux administratifs
- Au premier étage : 
  - Le grand hall, bordé de chaque côté par une double colonne de marbre.
  - À l'est de ce hall, deux grandes portes de chêne ouvrent sur la salle de la Cour. Cette grande salle mesure 25 mètres sur 28 pour une hauteur de 13,40 m. Les 24 colonnes de la salle sont en marbre de Sienne, les murs et frises sont en marbre à veine d'ivoire d'Alicante, et son sol en marbre italien et africain. Le plancher surélevé où s'assoient les juges et le mobilier sont en acajou. À gauche du plancher des juges se trouve le bureau du greffier de la Cour. Il est responsable des enregistrements des décisions et du calendrier des plaidoiries, de la supervision de l'admission des avocats à la barre et d'autres activités annexes. À droite se trouve le bureau du Marshal de la Cour. Il est le chronométreur des séances, indiquant aux avocats, par une lumière blanche et rouge les temps de parole. Le Marshal est également responsable de la maintenance et de la sécurité du bâtiment. Les avocats plaidant devant la cour occupent les tables devant les juges. Une barrière de bronze les sépare du public. Les représentants de la presse sont assis sur des bancs rouges le long du côté gauche de la pièce. Les bancs rouges à droite de la pièce sont réservés aux invités des juges, les fauteuils noirs devant ces bancs étant eux réservés aux officiers de la cour et aux dignitaires visiteurs.
  - la salle de conférence et tous les bureaux des juges (sauf celui du juge Ginsburg qui a choisi un bureau au deuxième étage).
- Au deuxième étage: le bureau du rapporteur des décisions, le bureau législatif et les bureaux des greffiers, la salle à manger et salon de lecture (et le bureau du juge Ginsburg).
- Au troisième étage : La bibliothèque de la cour qui comprend plus de 450 000 ouvrages qui sont également disponibles sous micro-films.
- Au quatrième et dernier étage: une salle de sports dont un terrain de basket-ball surnommé « Highest Court in the Land » (« Plus haut(e) cour/court du coin », un jeu de mots sur le double sens du mot court en anglais).

## Sécurité du bâtiment
La sécurité du bâtiment est assurée par la police de la Cour suprême. Indépendante, elle est issue de la Police du Capitole et a été créée en 1935 lors de l'entrée en fonction du bâtiment pour protéger l'immeuble et les juges. Elle est dirigée par le Marshal de la Cour suprême qui, outre ses fonctions lors des séances de la Cour, est aussi responsable de la gestion du bâtiment.